# Pemdorf

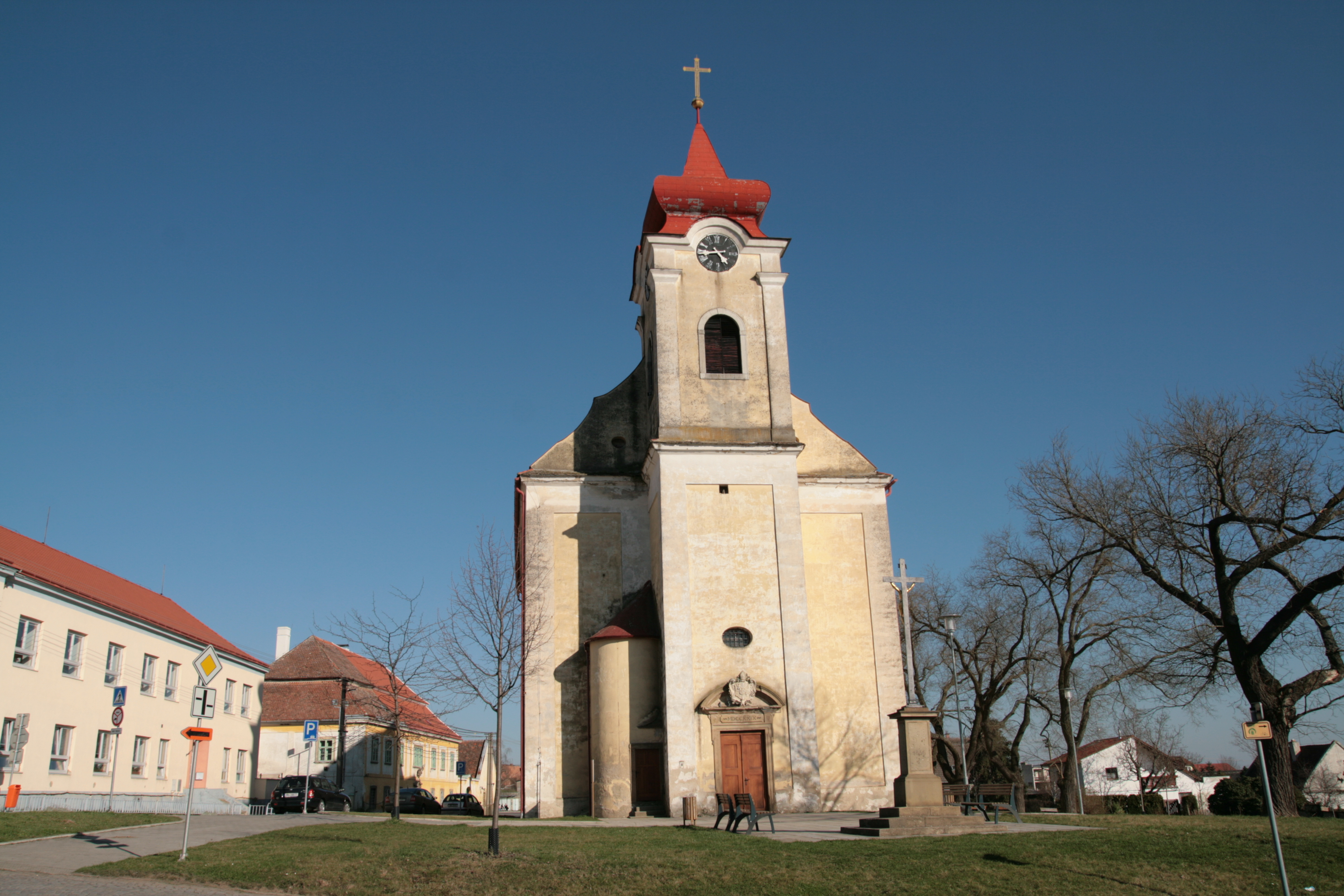
Kirche St. Peter und Paul

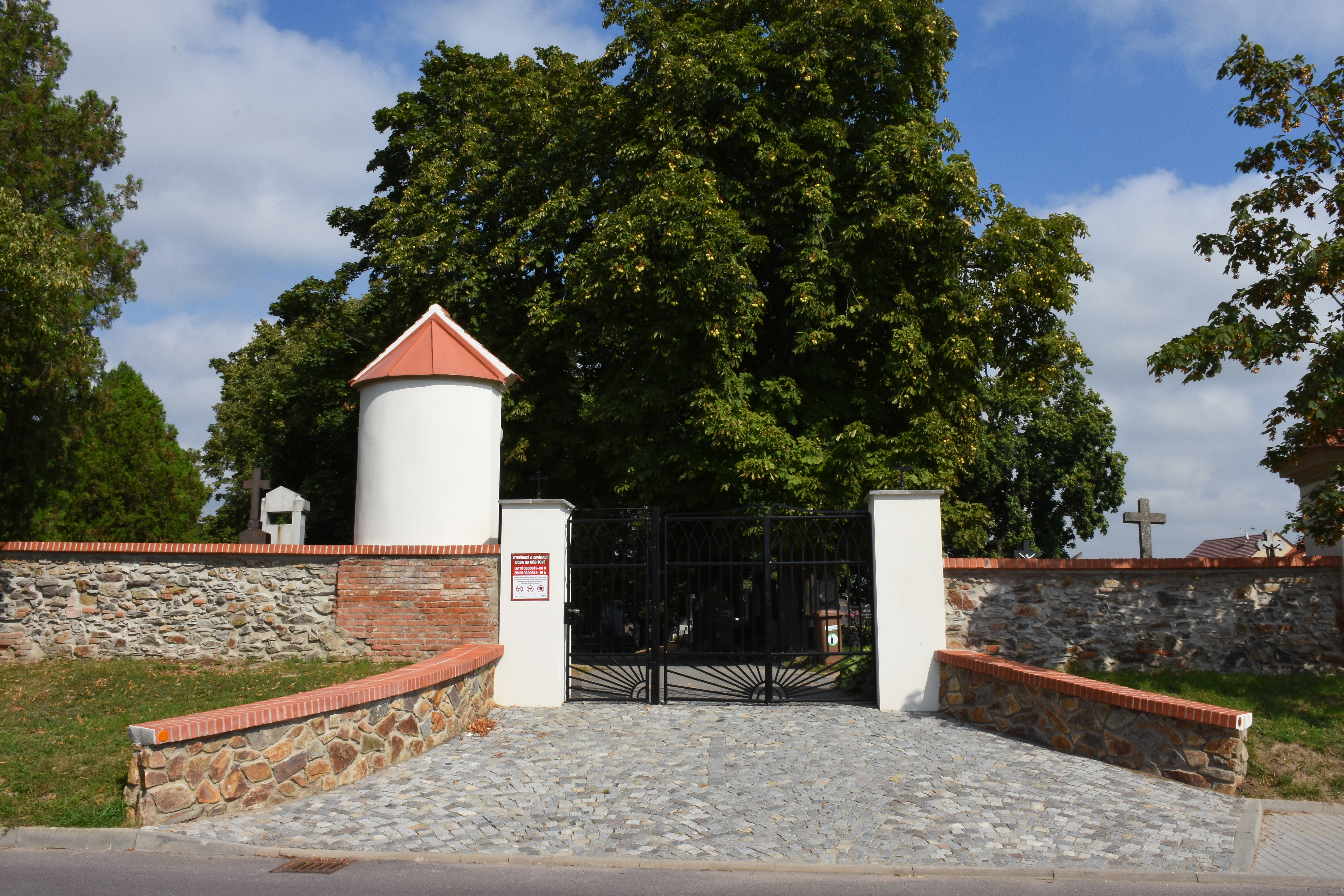
Katholischer Friedhof Miroslav

Pemdorf (deutsch Böhmdorf) ist eine Ortslage der Stadt Miroslav in Tschechien. Sie liegt am nördlichen Stadtrand von Miroslav und gehört zum Okres Znojmo.

## Geographie
Pemdorf befindet sich linksseitig des Baches Miroslavka (Damitzbach) und wird von den Hügeln der Miroslavská hrásť (Mißlitzer Horst) umgeben. Nördlich erhebt sich die Kadovská hora (Kodauer Berg, 367 m.n.m.), im Süden der Markův kopec (Markusberg, 300 m.n.m.), südwestlich die Paseka (289 m.n.m.) sowie im Nordwesten der Kozí vrch (328 m.n.m.) und die Pustina (340 m.n.m.).
Nachbarorte sind Kadov und Miroslavské Knínice im Norden, Bohutice, Olbramovice und Našiměřice im Nordosten, Miroslav im Osten und Süden, Oleksovice und Vítonice im Südwesten, Hostěradice im Westen sowie Míšovice im Nordwesten, 

## Geschichte
Die erste urkundliche Erwähnung von Bechmtorf erfolgte 1387, als die Brüder Sigmund und Hartleb von Myslibořic die Feste Myroslawa mit den zugehörigen Dörfern Bechmtorf und Mittlerdorf – zusammen Myroslaw genannt – an Hans von Hardegg verkauften. Zwischen 1497 und 1569 gehörte die Feste Myroslawa den Valecký von Mírov. Im Jahre 1533 erhob Ferdinand I. Misliz zum Markt; wobei sich dieser Name damals auf das Gut und die Feste Myroslawa bezog, zu denen die drei eng beieinander liegenden Weinbauorte Böhmdorf – wo die Pfarre stand –, Mitterdorf und Wenzelsdorf gehörten. Aus einer Urkunde von 1565 geht hervor, dass Böhmdorf und Mitterdorf gemeinsam den Marktflecken Misliz bildeten. Jiří Valecký von Mírov tauschte 1569 das Gut Misliz bei Wenzel Hodický von Hoditz gegen das Gut Hostim ein. Während der Zeit der Reformation im 16. Jahrhundert wurde Böhmdorf protestantisch. Während des Dreißigjährigen Krieges wurde das Dorf durch die Jesuiten wieder rekatholisiert. 
Nach der Schlacht am Weißen Berg wurde der Besitz des Aufständischen Hynko Hoditz von Hoditz konfisziert; 1626 kaufte Georg von Náchod und Lichtenburg die Herrschaft Mislitz. Dessen Sohn Ferdinand Leopold verkaufte sie 1661 an Rudolf von Kaunitz. Nachfolgende Besitzer waren Rudolf Heinrich von Schaumburg und ab 1687 dessen Sohn Hannibal. Dessen Witwe Maria Katharina verkaufte im Januar 1692 einen aus dem Markt Mislitz (Mitterdorf und Böhmdorf mit Schloss Miroslaw), dem Dorf Wenzelsdorf, einem Meierhof, einer Schäferei, Weingarten und Maut bestehenden Teil der Herrschaft an Ferdinand von Morzin, der diesen im September 1692 zum Kaufpreis an das Stift Bruck, das dafür zum Verkauf der Güter Althart und Klupitz verpflichtet wurde, weiterveräußerte. Nach der Aufhebung des Klosters Bruck fiel die Herrschaft Mislitz mit dem angeschlossenen Gut Lodenitz 1784 dem Religionsfonds zu. Durch den Ausbruch der Rinderpest im Jahre 1813 und der Schafräude im Folgejahr verloren die meisten Viehbesitzer in Böhmdorf und Misslitz ihre Bestände. 1823 verkaufte die Mährisch-schlesische Staatsgüterveräußerungskommission die Herrschaft Mislitz an Joseph von Hopfen. Nördlich der Kirche wurde 1830 auf Böhmdorfer Flur der Mislitzer Friedhof angelegt. Beim Ausbruch der Brechruhr starben 1831 31 Einwohner. 
Im Jahre 1835 bestand das im Znaimer Kreis gelegene und unmittelbar an Mislitz angrenzende Dorf Böhmdorf bzw. Pemdorf aus 103 Häusern, in denen 540 Personen lebten. Pfarr- und Schulort war Mislitz. Bis zur Mitte des 19. Jahrhunderts blieb Böhmdorf der Allodialherrschaft Mislitz untertänig.
Nach der Aufhebung der Patrimonialherrschaften bildete Böhmdorf / Pemdorf ab 1849 eine Gemeinde im Gerichtsbezirk Mährisch Kromau. Ab 1869 gehörte die Gemeinde zum Bezirk Mährisch Kromau; zu dieser Zeit hatte Böhmdorf 615 Einwohner. 1899 erfolgte die Eingemeindung nach Mislitz. Im Jahre 1900 lebten in Böhmdorf 713 Personen; 1910 waren es 819. Beim Zensus von 1921 lebten in den 158 Häusern des Dorfes 717 Personen, darunter 483 Deutsche, 205 Tschechen und 4 Juden. Im Jahre 1930 hatte Böhmdorf 704 Einwohner. In den 1930er Jahren verlor Böhmdorf den Status eines Ortsteils und wurde als Vorstadtsiedlung von Mißlitz betrachtet. Nach dem Münchner Abkommen wurde der Ort 1938 dem Großdeutschen Reich zugeschlagen und gehörte bis 1945 zum Kreis Znaim. Nach dem Kriegsende kam Pemdorf zur Tschechoslowakei zurück, es erfolgte die Wiederherstellung der alten Bezirksstrukturen. Der größte Teil der deutschsprachigen Bewohner wurde 1946 vertrieben. Im Zuge der Gebietsreform und der Aufhebung des Okres Moravský Krumlov kam Pemdorf am 1. Juli 1960 zum Okres Znojmo. Der 663 ha große Katastralbezirk Pemdorf wurde 1966 dem Katastralbezirk Miroslav zugeschlagen. 

## Sehenswürdigkeiten
- Barocke Kirche St. Peter und Paul, errichtet 1727–1729 durch das Kloster Bruck am östlichen Ortsrand von Böhmdorf
- Katholischer Friedhof, angelegt 1830